# Японська інтервенція в Маньчжурію (1931)
Японська інтервенція в Маньчжурію (яп. 満州事変, まんしゅうじへん) — війна у 1931–1932 роках між Японською імперією та Китайською республікою за володіння Маньчжурією. Спалахнула 18 вересня 1931 року внаслідок інциденту на озері Лютяо, в ході якого представники японської Квантунської армії підірвали колії Південно-маньчжурської залізниці й звинуватили у підриві китайський уряд. Квантунська армія розгорнула широкомасштабний наступ на підконтрольній Китаю території Маньчжурії й окупувала її за 5 місяців. На початку 1932 року представники союзної японцям Всеманьчжурської ради проголосити створення Маньчжурської держави. Унаслідок війни Китайська республіка втратила увесь північний схід. Японія отримала нову державу-союзника в регіоні, але опинилася на вістрі міжнародної критики. Унаслідок перемоги Японія покинула Лігу Націй і опинилася в міжнародній ізоляції. В Китаї цю війну називають Інцидентом 18 вересня (кит.: 九一八事變; піньїнь: Jiǔyībā Shìbiàn).

## Хронологія
- 1931, 18 вересня: Маньчжурський інцидент — підрив залізниці послужив приводом для початку війни проти Китаю. Чан Кайші наказав не чинити опору японським військам.
- 1931, 19 вересня — Після 6-годинного бою японські війська захопили Шеньян.
- 1931, 22 вересня — Японська Квантунська армія займає Гірін.
- 1931, 1 жовтня — Китайські частини генерала Ма Чженьшана завдали удару по японським військам на річці Нуньцзян, призупинивши їх подальше просування на північ Маньчжурії.
- 1931, 8 жовтня — Японські ВПС бомбардували Цзіньчжоу.
- 1931, 24 жовтня — Рада Ліги Націй винесла на голосування резолюцію, в якій запропонувала Японії в тритижневий термін вивести війська з Маньчжурії. Японія проголосувала проти, резолюція не була прийнята.
- 1931, 18 листопада — Японські війська зайняли Ціцікар.
- 1931, 15 грудня — Японська Квантунська армія в Маньчжурії досягла чисельності в 50 тис.осіб.
- 1931, 22 грудня — Частини Квантунської Армії за підтримки бронепоїздів та авіації почали каральний похід на Фукумин та Нючжуан (нинішній Інкоу) проти китайських партизан.
- 1931, 25 грудня — Японські війська очистили від китайських партизан район Шеньян — Інкоу.
- 1931, 30 грудня — Частини Квантунської Армії зайняли Сінмінтін та Дагушане на залізниці Мукден — Цзіньчжоу.
- 1932, 1 січня-Склад японської Квантунської армії в Маньчжурії на 1 січня 1932 року: 260 000 людина, 439 танків, 1193 гармат, 500 літаків. Їм протистоять розрізнені антияпонські збройні формування китайців (близько 300 тис. чол). Китайцями підірваний міст через р. Далін-Хе, що затримало наступ японців на Цзинь-Чжоу на три доби.
- 1932, 3 січня — Японські війська без бою зайняли Цзіньчжоу.
- 1932, 4 січня — Двохтисячний загін китайських партизан розгромив японський гарнізон на станції Сінмінтін, зруйнувавши залізницю Мукден — Цзіньчжоу.
- 1932, 7 січня — Японські війська зайняли Шаньхайгуань, вийшли до східного краю Великого китайського муру та оволоділи головними воротами, основними з Маньчжурії до власне Китаю.
- 1932, 1 березня — Всеманьчжурська рада проголосила створення незалежної держави Маньчжурська держава на території Маньчжурії та обрала колишнього імператора Китаю Пу І Верховним правителем Маньчжоу-го.
- 1932, 2 жовтня — на засіданні Генеральної Асамблеї Ліги Націй оголошено Звіт Літтона, що описує причини та наслідки маньчжурського інциденту
- 1933, лютий — японська делегація покидає засідання Ліги Націй
- 1933, 27 березня — Японія офіційно виходить з Ліги Націй